# Каеді
Кае́ді (араб. كيهيدي, фр. Kaédi) — місто в південній частині Мавританії.

## Географія
Є адміністративним центром області Горголь. Місто розташоване в історико-географічному регіоні Чемама, на правому березі річки Сенегал в місці впадання в неї річки Горголь. Каеді знаходиться за 430 км на південний схід від Нуакшоту, на висоті 15 м над рівнем моря.

## Економіка
Це одне з небагатьох місць в Мавританії, сприятливих для ведення сільського господарства. Тут вирощуються просо, кукурудза, батат тощо, поширені скотарство та видобуток гуміарабіку. Також Каеді — торгово-ремісничий центр південної частини країни.
Поблизу міста розташоване родовище фосфатів Алег-Боге-Каеді. У місті також є аеропорт.

## Населення
За даними на 2013 рік чисельність населення міста становила 57 726 осіб. Велика частина населення — маври (так звані білі маври та чорні маври), також проживають представники народностей фульбе та сонінке. Практично всі мешканці сповідують іслам.